# Polyprion

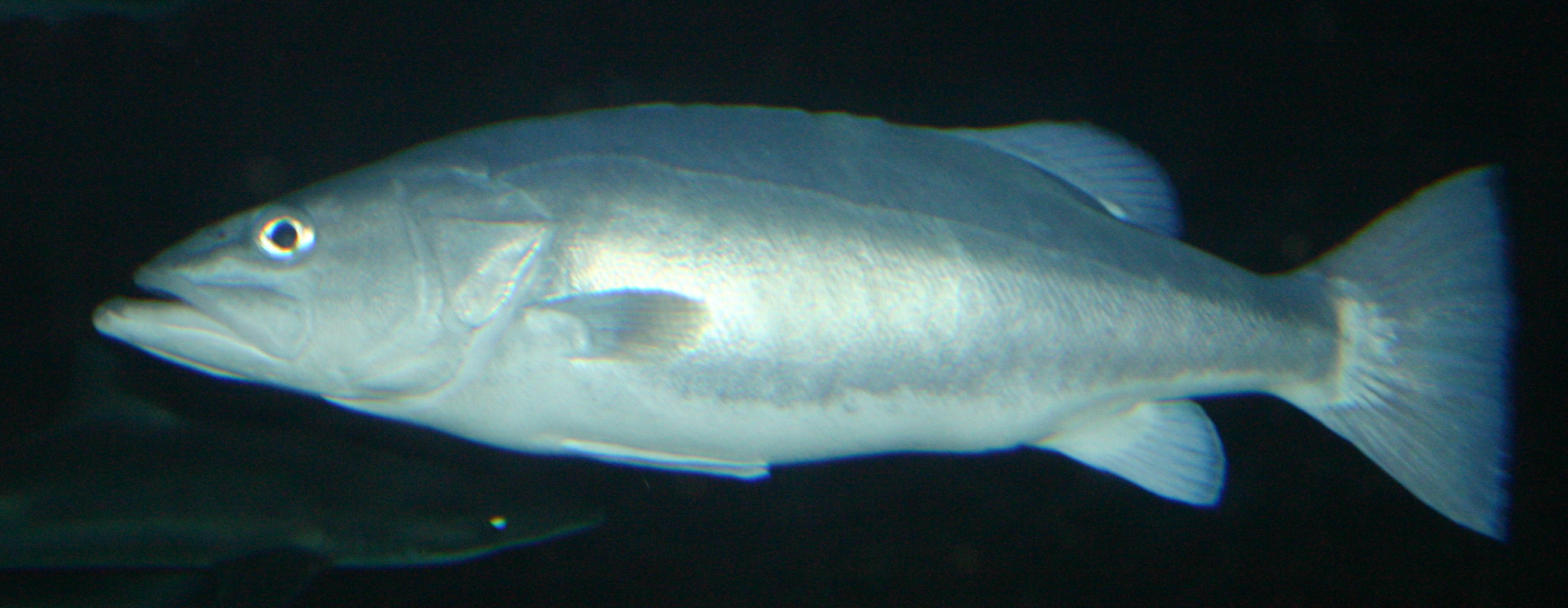
Polyprion oxygeneios

Polyprion è un genere di pesci ossei marini appartenenti alla famiglia Polyprionidae.

## Distribuzione e habitat
Le tre specie del genere sono presenti soprattutto nelle regioni temperate e fredde degli oceani mentre scarseggiano in quelle tropicali. Nel mar Mediterraneo è presente la specie P. americanum.
Sono pesci di profondità presenti principalmente nel piano circalitorale anche se si possono incontrare fino a 1000 metri ed oltre. I giovani si possono incontrare in acque bassissime.

## Specie
- Polyprion americanus
- Polyprion oxygeneios
- Polyprion yanezi